# Torsten Bohlin

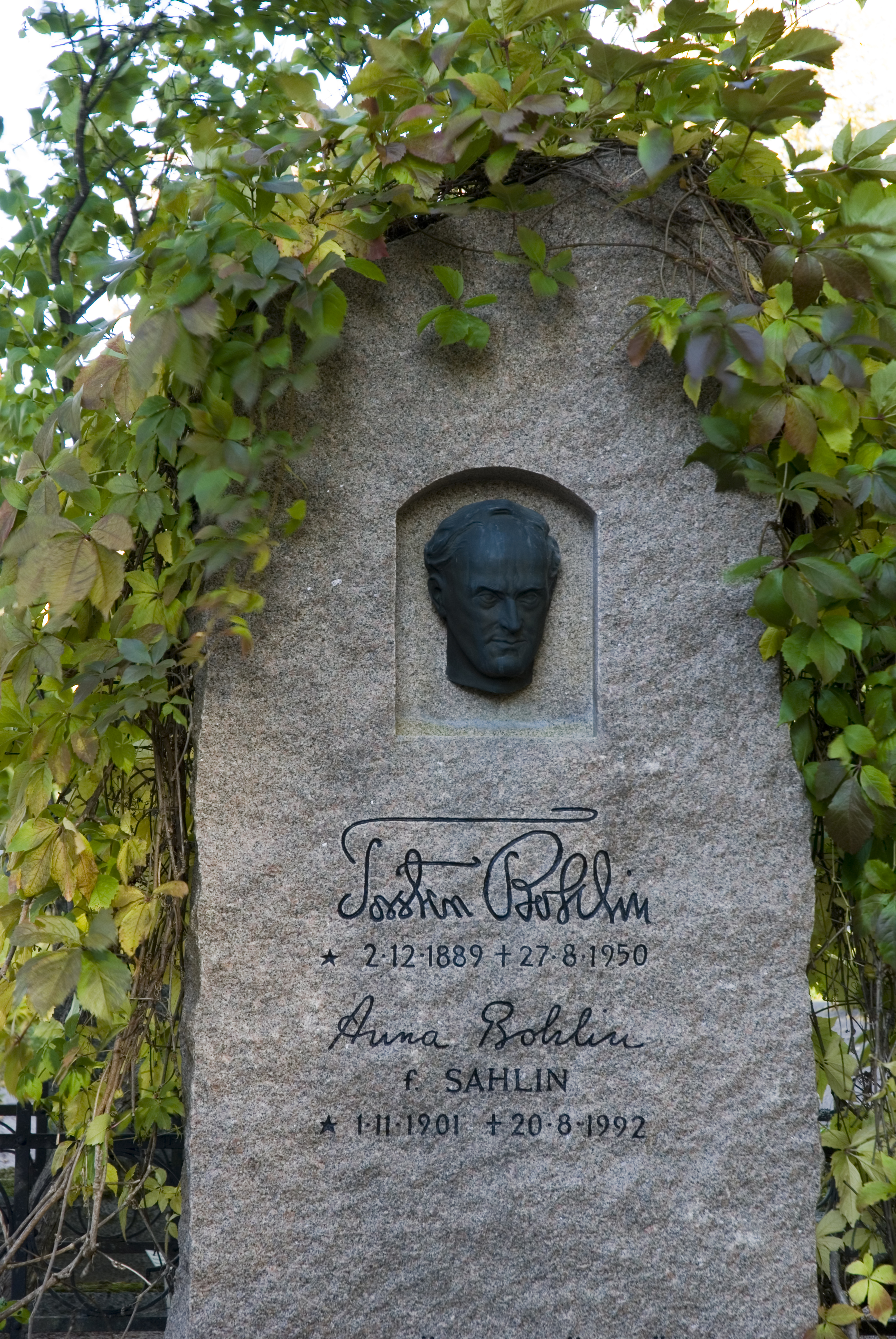
Torsten Bohlins Grabstein auf dem alten Friedhof in Uppsala.

Torsten Bernhard Bohlin (* 2. Dezember 1889 in Uppsala; † 27. August 1950 in Härnösand) war ein schwedischer lutherischer Theologe und Bischof im Bistum Härnösand.

## Leben
Bohlin, Sohn des Pfarrers Isak Bernhard Bohlin und dessen Frau, studierte Evangelische Theologie an der Universität Uppsala, wo er 1912 sein theologisches Examen ablegte und 1917 den Titel eines Lizentiaten erwarb. Anschließend arbeitete er als Dozent und wurde 1921 zum Dr. theol. promoviert. 1925 erhielt er eine Professur für Systematische Theologie an der Åbo Akademi in Turku, Finnland, kehrte aber schon 1929 als Professor für Dogmatik und Moraltheologie nach Uppsala zurück. 1934 zum Bischof für Härnösand bestimmt, trat er 1935 sein Amt an, das er bis zu seinem Tod ausübte. Daneben wirkte er seit 1936 als nebenamtlicher Hofprediger. Zudem war seit 1946 Vorsitzender des Christlichen Vereins Junger Männer in Schweden und Vizepräsident des Weltbundes der CVJM.

## Werk und Bedeutung
Bohlin wurde vor allem durch seine Forschungen zu Sören Kierkegaard sowie zu Grundlagenfragen der Ethik bekannt.

## Ehrungen
Bohlin wurde 1932 von der Universität Jena und 1934 von der Åbo Akademi mit der theologischen Ehrendoktorwürde ausgezeichnet.

## Schriften (Auswahl)
- Sören Kierkegaard : drag ur hans levnad och personlighetsutveckling. Stockholm : Svenska kyrkans diakonistyrelse, 1918 (Deutsch: Sören Kierkegaards Leben und Werden : kurze Darstellung auf Grund der ersten Quellen. Gütersloh : Bertelsmann, 1925)
- Sören Kierkegaard och nutida religiöst tänkande.  Stockholm : Svenska kyrkans diakonistyrelse, 1919 (Deutsch: Sören Kierkegaard und das religiöse Denken der Gegenwart : eine Studie. München : Rösl, 1923)
- Blaise Pascal. Stockholm, 1920–1921
- Das Grundproblem der Ethik : über Ethik und Glauben. Uppsala : Almquist & Wiksell, 1923
- Kierkegaards dogmatiska Åskådning i dess historiska sammanhang. Stockholm : Svenska kyrkans diakonistyrelse, 1925 (Deutsch: Kierkegaards dogmatische Anschauung in ihrem geschichtlichen Zusammenhange. Gütersloh : Bertelsmann, 1927)
- Luther, Kierkegaard und die dialektische Theologie. In: Zeitschrift für Theologie und Kirche. N.F. Jg. 7 (1926), S. 163–198, 268–279
- Tro och uppenbarelse : en studie till teologins kris och "krisens teologi. Stockholm : Svenska kyrkans diakonistyrelse, 1926  (Deutsch: Glaube und Offenbarung : eine kritische Studie zur dialektischen Theologie. Berlin : Furche-Verlag, 1928)
- Den ofrånkomlige. Stockholm : Sveriges Kristliga Studentrörelse, (1932) (Deutsch: Der Unabweisbare : eine Einführung in die religiöse Frage. München : Müller, 1937)
- Evangelisk troslära. Stockholm : Svenska kyrkans diakonistyrelse, 1937
- Sören Kierkegaard : mannen och verket. Stockholm : Svenska kyrkans diakonistyrelse, 1939
- Profiler. Svenska kyrkans diakonistyrelse, 1946
- Kristen front. Svenska kyrkans diakonistyrelse, 1947